# العباس بن غالب الوراق
العبَّاس بن غالب الورَّاق (توفي 10 صفر 233هـ / 25 سبتمبر 847م) هو وراق ومُحدِّث من بغداد في العصر العبَّاسي، عُرف بكونه ثقة في الحديث، وكان لديه كتاب "المصنف" للإمام وكيع بن الجراح.

## روايته للحديث
- شيوخه: سمع من:[1]
  - وكيع بن الجراح
  - محمد بن بكر البرساني
- تلاميذه: روى عنه:[1]
  - محمد بن إسحاق الصاغاني
  - محمد بن عبدك القزاز
  - يزيد بن الهيثم البادا
  - أحمد بن بشر المرثدي
- مما رواه: حدث عن وكيع، عن مسعر بن كدام وسفيان، عن معبد بن خالد، عن زيد بن عقبة، عن سمرة: أن النبي النبي ﷺ كان يقرأ في العيدين بـ ﴿سورة الأعلى﴾ و﴿سورة الغاشية﴾.[1]

## مكانته وثناء العلماء عليه
حظي العباس بن غالب الوراق بثقة كبار علماء الحديث في عصره:
- سُئل أبو زرعة الرازي عنه فقال: «شيخ ثقة لا بأس به».[1]
- سُئل أبو داود عنه فقال: «ثقة».[1]
- قال عنه الدارقطني: «عباس بن غالب الوراق ثقة».[1]

واشتهر بامتلاكه نسخة من كتاب "المصنف" للإمام وكيع بن الجراح.

## وفاته
توفي العباس بن غالب الوراق في بغداد في شهر صفر سنة 233هـ. وذكرت بعض الروايات أنه توفي في الأيام الأولى من صفر، بينما حدد أحمد بن زهير وفاته لعشر ليالٍ خلون من صفر / 25 سبتمبر 847م.

### فهرس المنشورات
1. 1 2 3 4 5 6 7  البغدادي (2001)، ج. 14، ص. 18.
2. 1 2  البغدادي (2001)، ج. 14، ص. 19.

### معلومات المنشورات كاملة
الكتب مرتبة حسب تاريخ النشر
- الخطيب البغدادي (2001)، تاريخ بغداد، تحقيق: بشار عواد معروف (ط. 1)، بيروت: دار الغرب الإسلامي، OCLC:49659164، QID:Q114815356